# O viață măruntă
O viață măruntă (în engleză A Little Life) este un roman scris de autoarea americană Hanya Yanagihara. Publicat în 2015, după un proces de scriere întins pe 18 luni, romanul a dobândit rapid statutul de bestseller internațional, în ciuda numărului de pagini și a gravității temelor pe care le abordează. Coperta originală prezintă fotografia Orgasmic Man (1969) de Peter Hujar.
O viață măruntă a fost primit cu aprecieri pe scară largă din partea criticilor. The Washington Post l-a descris ca fiind „o mărturie a suferinței umane împinse la limite, redată în detalii extraordinare de o proză asemănătoare unei incantații”. În 2019, The Guardian plasează romanul în topul celor mai bune cărți ale secolului XXI.

## Personaje principale
- Jude St. Francis, student la drept devenit avocat pentru firma Rosen Pritchard; protagonistul romanului
- Willem Ragnarsson, actor; companionul lui Jude
- Jean-Baptiste „JB” Marion, artist plastic cu rădăcini haitiene
- Malcolm Irvine, arhitect
- Harold Stein, profesor de drept; tatăl adoptiv al lui Jude
- Andy Contractor, ortoped; îngrijitorul medical al lui Jude

## Rezumat
Romanul se deschide cu prezentarea relației de prietenie dintre patru absolvenți de facultate din New York City: Jude St. Francis, un tânăr orfan extrem de inteligent, dar retras; Willem Ragnarsson, un actor aspirant, amabil și chipeș; Malcolm Irvine, un arhitect care lucrează la o firmă de prestigiu; și Jean-Baptiste Marion, poreclit JB, un pictor capricios care vrea să își facă un nume în lumea artei.
Atenția povestirilor migrează treptat spre Jude; acesta suferă de o afecțiune a coloanei vertebrale care îl face să șchiopăteze și să simtă frecvent dureri cumplite în picioare. Fără știrea prietenilor săi, el se automutilează cu regularitate; o astfel de criză de tăieturi îl determină pe Willem să-l ducă la Andy Contractor, medicul și prietenul de încredere al lui Jude. 
Jude se simte incapabil să divulge apropiaților lui detalii despre trecutul său sau despre starea sa mentală. Cu toate acestea, el prosperă în practica sa juridică, și dezvoltă o relație apropiată cu fostul său profesor, Harold, și cu soția acestuia, Julia, ceea ce face ca cei doi să îl adopte când Jude împlinește 30 de ani. Deși este recunoscător, perioada dinaintea adopției este marcată de noi crize de automutilare, deoarece Jude crede că nu este demn de afecțiune. Între timp, restul grupului își găsește succesul în domeniile lor respective, Willem devenind un star al teatrului și apoi al filmului. JB are succes ca artist, dar devine și dependent de metamfetamină. Grupul organizează o intervenție, în cadrul căreia JB își bate joc de Jude, imitându-i șchiopătatul. În ciuda unui tratament de succes și a multor scuze, Jude consideră că este imposibil să-l ierte pe JB. Și Willem refuză să îl ierte, ceea ce duce la fragmentarea grupului, doar Malcolm rămânând prieten cu toți trei.
Devine clar că Jude a fost traumatizat sexual la o vârstă foarte fragedă, ceea ce face dificilă implicarea sa în relații amoroase. Prietenii și apropiații încep să pună sub semnul întrebării această izolare pe măsură ce el împlinește 40 de ani, Willem fiind în special nedumerit cu privire la sexualitatea lui Jude. Pe măsură ce singurătatea sa devine tot mai intensă, Jude intră într-o relație abuzivă cu Caleb, un director de modă, care este dezgustat de șchiopătatul lui și de folosirea tot mai frecventă a unui scaun cu rotile. Jude rupe într-un final relația, după ce Caleb îl lovește până la inconștiență. Se întâlnesc ultima dată când Caleb îl urmărește la o cină cu Harold, îl umilește de față cu acesta, iar apoi apare în mod neașteptat la apartamentul său, unde îl bate cu brutalitate, lăsându-l să moară sângerând. Jude refuză totuși să raporteze poliției incidentul, crezând că a meritat-o. În afară de Harold, doar Andy știe adevărul despre relația eșuată.
Deși trupul lui Jude reușește să se vindece, atacul îl face să își amintească de copilărie, când a fost crescut într-o mănăstire, și agresat fizic și sexual de către frați. Își amintește de o perioadă în care unul dintre frați, Luke, a fugit cu el, convingându-l să se prostitueze ani de zile. După ce a fost salvat de poliție, Jude a fost plasat în grija statului, unde abuzurile au continuat din partea consilierilor. După ce despărțirea de Caleb readuce în actualitate această traumă, Jude decide să se sinucidă, dar supraviețuiește tentativei. Ulterior, Willem se întoarce acasă și se mută la el. Jude continuă să refuze terapia, dar îi povestește lui Willem cele mai puțin traumatizante întâmplări din copilăria sa, pe care Willem le găsește tulburătoare și îngrozitoare. Cei doi încep curând o relație romantică, dar Jude încă se luptâ cu destăinuirile, și nu se poate bucura de actele sexuale.
În încercarea de a renunța la tăieturi, Jude decide să se ardă ca formă de automutilare, dar își provoacă accidental arsuri de gradul trei, care necesită o grefă de piele. Rana este atât de gravă încât Andy îi spune că trebuie să îi împărtășească lui Willem ce s-a întâmplat, altfel o va face el. Înainte ca Jude să îi poată spune lui Willem, Andy divulgă din greșeală informația. Willem este îngrozit, dar, după o ceartă aprigă, Jude mărturisește că nu suportă să facă sex, și îi povestește lui Willem despre anii de abuz pe care i-a îndurat. Jude dezvăluie că a scăpat de îngrijirea statului la vârsta de 14 ani, și a făcut autostopul, efectuând acte sexuale ca plată pentru șoferi. De asemenea, îi explică lui Willem că leziunile de la picioare i-au fost cauzate de un bărbat pe nume Dr. Traylor, care l-a luat și l-a ținut captiv în timp ce îl vindeca de o boală venerică, l-a agresat, și, în cele din urmă, l-a călcat cu mașina.
Relația continuă, cu Willem culcându-se cu femei, la acordul nedeclarat al lui Jude. Cei doi își clădesc un trai confortabil împreună, care este zdruncinat atunci când picioarele lui Jude se înrăutățesc, și trebuiesc amputate. El reușește să învețe să meargă din nou cu proteze, iar cei doi intră într-o perioadă a vieții lor pe care Willem o numește „Anii fericiți”. Cu toate acestea, într-o zi, în timp ce îi lua pe Malcolm și pe soția sa de la gară pentru o vizită, Willem este implicat într-un accident de mașină cu un șofer beat, care îi ucide pe toți trei. Odată cu moartea prietenului și iubitului său, Jude cade din nou în obiceiuri autodistructive, pierzând atât de mult în greutate încât cei dragi care i-au mai rămas organizează o nouă intervenție. Deși reușesc să îl convingă să ia în greutate și să meargă la terapie, anii de depresie și disperare îl copleșesc, iar în cele din urmă își ia viața.

## Structură
O viață măruntă urmează o narațiune cronologică, cu flashbackuri frecvent intercalate. Perspectivele narative se schimbă de-a lungul desfășurării acțiunii. La începutul romanului, este utilizată o perspectivă omniscientă la persoana a treia, care privilegiază gândurile personajelor Jude, Willem, JB și Malcolm. Pe măsură ce povestea își mută accentul asupra lui Jude, se modelează în jurul interacțiunilor fiecărui personaj cu acesta, și a experiențelor lui Jude însuși. Această perspectivă literară este completată de relatări la persoana întâi oferite de un Harold mai în vârstă, ani în viitor.
Cartea este divizată în șapte părți:
1. Lispenard Street
2. Post-omul
3. Deșertăciuni
4. Axioma egalității
5. Anii fericiți
6. Dragă tovarășe
7. Lispenard Street